# Fagraea kalimantanensis
Fagraea kalimantanensis là một loài thực vật có hoa trong họ Long đởm. Loài này được (Leenh.) K.M.Wong & Sugau mô tả khoa học đầu tiên năm 1996.